# 缘管球虫
缘管球虫（学名：Siphonosphaera marginata）为胶球虫科管球虫属的动物。分布于中太平洋，包括东海等海域。